# Isotipo

Struttura di un anticorpo. In blu le catene pesanti e in giallo quelle leggere (ogni catena è costituita da regioni pesanti H e leggere L)

In immunologia, il termine isotipo fa riferimento alla classe o sottoclasse di un anticorpo, conferita dalla particolare configurazione della regione costante della catena pesante dell'immunoglobulina. Il termine isotipo è utilizzato anche più genericamente per riferirsi a diversi elementi di una classe di proteine con struttura e caratteristiche comuni.
Negli esseri umani sono note 5 tipi di catene differenti che insieme formano i 5 isotipi degli anticorpi: IgA, IgD, IgE, IgG, IgM. Alcune di queste classi presentano anche delle sottoclassi.
Nei linfociti B durante la loro attivazione gli anticorpi possono andare incontro al cosiddetto switch isotipico o scambio di classe.

## Classi delle catene pesanti
Esistono 5 tipi di catene pesanti, il cui nome è caratterizzato da alcune lettere greche (α, δ, ε, γ e μ) che danno vita a diverse classi di immunoglobuline denominate con la corrispettiva lettera dell'alfabeto latino: IgA, IgD, IgE, IgG e IgM. Alcune sono ulteriormente suddivise in sottoclassi. Anticorpi appartenenti ad uno stesso isotipo condividono essenzialmente la sequenza amminoacidica della regione costante che è diversa da quella delle altre classi. La maggior parte delle funzioni effettrici è mediata dal legame con un recettore, la sequenza amminoacidica diversa presuppone recettori diversi e conseguentemente funzioni diverse.
| Isotipo | Catena H (sottoclasse)      | Domini Ig nella catena H | Emivita (giorni) | Concentrazione nel siero (mg/ml) | Forma secreta             | Presenza                                                  | Funzioni | Altro |
| ------- | --------------------------- | ------------------------ | ---------------- | -------------------------------- | ------------------------- | --------------------------------------------------------- | --- | --- |
| IgA     | α (IgA1 e IgA2)             | 3                        | 6                | 3,5                              | Monomero, dimero, trimero | Secrezioni mucose (principalmente), sangue, latte materno | Immunità e protezione delle mucose, debole opsonizzante e attivatore del complemento                                                                                              | La presenza nel latte materno permette il trasferimento di protezione dalla madre al figlio, resistenti alla proteolisi |
| IgD     | δ                           | 3                        | 3                | Tracce                           | Nessuna                   | Sangue                                                    | Recettore per i linfociti (BCR) | Sensibili alla digestione proteolitica                                                                                  |
| IgE     | ε                           | 4                        | 2                | 0,05                             | Monomero                  | Sangue, tessuti                                           | Difesa contro gli elminti e ipersensiblità immediata (reazioni allergiche) | - |
| IgG     | γ (IgG1, IgG2, IgG3 e IgG4) | 3                        | 23               | 13,5                             | Monomero                  | Sangue, tessuti, placenta                                 | Opsonizzazione, attivazione del complemento, citotossicità cellulare anticorpo-dipendente (ADCC), inibizione dei linfociti B, immunità neonatale (fino a 6-12 mesi dalla nascita) | È la principale Ig del siero (80% circa), sono i soli anticorpi che passano attraverso la placenta                      |
| IgM     | μ                           | 4                        | 5                | 1,5                              | Pentamero                 | Sangue (a causa delle grosse dimensioni)                  | Attivazione del complemento, attività agglutinante, recettore per i linfociti B (BCR)                                                                                             | Sono i principali anticorpi durante la prima settimana d'infezione                                                      |

## Classi delle catene leggere
Nelle catene leggere le regioni costanti sono formate da un solo dominio Ig. In questa regione costante possono esserci differenze sequenziali che dividono le catene in due grandi classi: κ e λ. Ogni immunoglobulina può avere due catene per tipo e mai di due tipi diversi. Il 60% degli anticorpi contiene κ e solo il 40% λ, nell'uomo. Detto rapporto viene alterato in presenza di tumori dei linfociti B in quanto porteranno alla produzione di un elevato numero di anticorpi uguali.

## Scambio di classe

Meccanismo dello scambio di classe

Lo scambio di classe (switch isotipico) delle catene pesanti avviene durante l'attivazione dei linfociti B nei centri germinativi ad opera dei linfociti T-follicolari e, in porzione minore, nei foci extrafollicolari. Questa capacità di cambiare classe fornisce una versatilità maggiore dal momento che classi diverse svolgono al meglio funzioni effettrici diverse garantendo alla risposta immunitaria una efficacia migliore (vedi tabella).
Il processo è noto come ricombinazione per scambio nella quale un esone V(D)J già riarrangiato ricombina con la regione C di un gene più a valle. Questo processo richiede sequenze note come regioni di scambio presenti all'estremità 5' di ogni gene C e precedute da un iniziatore della trascrizione chiamato esone I a sua volta preceduto da una sequenza promotrice.
Il tutto prende inizio con CD40 e alcune citochine che attivano la trascrizione dell'esone I, della regione di scambio e dell'esone C del loci μ e della classe interessata all scambio. Si forma il cosiddetto trascritto germinativo (che non codifica per nessuna proteina) che si lega al filamento codificante del DNA generando un loop R, cioè un'ansa del filamento opposto (non codificante). In quest'ansa agisce l'enzima AID che catalizza la deaminazione delle citosine trasformandole in uracile. Un secondo enzima, l’uracil-N-glicosilasi, rimuove i residui di uracile lasciando regioni prive di basi azotate che vengono rimossi da un terzo enzima, ApeI generando dei tagli nel filamento. Questi tagli si ripercuotono anche nel filamento codificante. Le regioni di scambio dei due loci ora possono essere avvicinate ed unite tramite la riparazione delle rotture della doppia elica. L'esone V(D) J viene quindi portato in prossimità della C finale e il tutto viene trascritto e tradotto formando le Ig volute.